# Cogtbadzaryn Enchdżargal
Cogtbadzaryn Enchdżargal (mong. Цогтбазарын Энхжаргал; ur. 6 kwietnia 1981) – mongolska zapaśniczka w stylu wolnym. Dwukrotna olimpijka. Ósma w Atenach 2004 i szesnasta w Pekinie 2008. Startowała w kategorii 48 kg.

## Kariera sportowa
Dziewięciokrotna uczestniczka mistrzostw świata, trzecia w 2005. Brązowa medalistka na igrzyskach azjatyckich w 2002 i 2006; dziesiąta w 2010. Zdobyła siedem medali mistrzostw Azji, dwa złote – w 2004 i 2007. Pierwsza w Pucharze Świata w 2010; piąta w 2013; siódma w 2009. Druga w Pucharze Azji w 2003. Uniwersytecka mistrzyni świata w 2006 roku.